# 콤소몰스카야 프라우다
콤소몰스카야 프라우다(러시아어: Комсомольская правда 콤소몰스카야 프라브다[*], 문화어: 꼼쏘몰스까야 쁘라우다)는 러시아의 타블로이드 신문이다. 구 콤소몰(소련 공산당 청년동맹)의 기관지로 1925년부터 1991년까지 소련 전역에 걸쳐 발행되었으며 현재는 민영화되었다. 러시아 연방 공산당과도 협력 관계를 맺고 있다. 러시아에서 가장 많이 팔리는 신문 중 하나이며, 하루 발행량이 30만부에서 310만부에 달하는 것으로 알려져 있다. 소련 시절이던 1990년에는 발행부수가 2200만 부로 당시 세계 역사상 최다 발행부수를 기록한 신문이었다.

## 역사
1925년 제13차 러시아 공산당 전당대회에서 콤소몰의 기관지로 처음 설립되었다. 주 독자층은 14세에서 39세에 이르는 콤소몰 단원들이었으며, 소련 붕괴 이전에는 주로 모험, 또는 과학적 지식에 관련된 기사들을 중점적으로 내보냈다. 소련 시절, 두 차례의 붉은 깃발 노동 훈장을 수여받았으며, 레닌 상, 10월 혁명 훈장, 대조국 전쟁 훈장을 수여받았다.
1990년 12월 1일 콤소몰 기관지에서 일반 일간지로 바뀌었으며, 8월 쿠데타 기간 동안에는 비상 사태 국가 위원회에 의해 발행이 금지되기도 하였다. 소련 붕괴 이후에는 여러 차례 소유주가 바뀌었다가, 현재는 가스프롬과 밀접한 관련이 있는 에너지 기업인 ECN에 소속된 미디어 파트너라는 회사가 소유하고 있다.

## 비판
콤소몰스카야는 정치적으로 편향되었다는 비판을 받기도 한다. 비평가들은 "황색 언론"이라면서 사실을 위주로 한 보도에 중심을 두지 않고 있다고 비판하고 있으며, 또한 정치적으로 현 정부에 대한 비판을 찾을 수 없다고 비판하기도 한다.

## 흥미로운 사실들
- 이 신문이 받은 레닌 훈장은 소련 최초로 수여된 훈장이었다.